# Kristóf Polgár
Kristóf Polgár (Komárom, 28 novembre 1996) è un calciatore ungherese, difensore del Kazincbarcika.

## Caratteristiche tecniche
È un difensore centrale.

## Carriera

### Club
Cresciuto nel settore giovanile dell'MTK Budapest, nel 2012 entra a far parte dell'academy del Liverpool dove rimane per quattro stagioni; nel 2016 fa ritorno in patria all'Haladás con cui fa il suo esordio fra i professionisti il 16 luglio in occasione dell'incontro di Nemzeti Bajnokság I perso 3-1 contro il Ferencváros.
Nel 2018 viene acquistato a titolo definitivo dal Diósgyőr.

### Nazionale
Ha giocato nelle nazionali giovanili ungheresi Under-19, Under-20 ed Under-21.

## Statistiche

### Presenze e reti nei club
Statistiche aggiornate al 31 agosto 2021.
| Stagione        | Squadra         | Campionato      | Campionato | Campionato | Coppe nazionali | Coppe nazionali | Coppe nazionali | Coppe continentali | Coppe continentali | Coppe continentali | Altre coppe | Altre coppe | Altre coppe | Totale | Totale |
| Stagione        | Squadra         | Comp            | Pres       | Reti       | Comp            | Pres            | Reti            | Comp               | Pres               | Reti               | Comp        | Pres        | Reti        | Pres   | Reti   |
| --------------- | --------------- | --------------- | ---------- | ---------- | --------------- | --------------- | --------------- | ------------------ | ------------------ | ------------------ | ----------- | ----------- | ----------- | ------ | ------ |
| 2016-2017       | Haladás         | NB1             | 28         | 0          | CU              | 1               | 0               |                    | -                  | -                  |             | -           | -           | 29     | 0      |
| 2017-2018       | Haladás         | NB1             | 14         | 1          | CU              | 0               | 0               |                    | -                  | -                  |             | -           | -           | 14     | 1      |
| 2018-2019       | Diósgyőr        | NB1             | 12         | 0          | CU              | 3               | 0               |                    | -                  | -                  |             | -           | -           | 15     | 0      |
| 2019-2020       | Diósgyőr        | NB1             | 32         | 1          | CU              | 3               | 0               |                    | -                  | -                  |             | -           | -           | 35     | 1      |
| 2020-2021       | Diósgyőr        | NB1             | 16         | 0          | CU              | 2               | 0               |                    | -                  | -                  |             | -           | -           | 18     | 0      |
| 2021-2022       | Diósgyőr        | NB2             | 6          | 0          | CU              | 0               | 0               |                    | -                  | -                  |             | -           | -           | 6      | 0      |
| Totale carriera | Totale carriera | Totale carriera | 108        | 2          |                 | 9               | 0               |                    | -                  | -                  |             | -           | -           | 117    | 2      |